# L'Escala
L'Escala (em catalão e oficialmente) ou La Escala (em castelhano) é um município da Espanha na comarca de Alt Empordà, província de Girona, comunidade autónoma da Catalunha. Tem 16,3 km² de área e em 2021 tinha 10 497 habitantes (densidade: 644 hab./km²).
L’Escala é famosa pelas suas anchovas, desde os tempos dos Grécia gregos.[carece de fontes?]

## Demografia
| Variação demográfica do município entre 1991 e 2004 [carece de fontes?] | Variação demográfica do município entre 1991 e 2004 [carece de fontes?] | Variação demográfica do município entre 1991 e 2004 [carece de fontes?] | Variação demográfica do município entre 1991 e 2004 [carece de fontes?] |
| ----------------------------------------------------------------------- | ----------------------------------------------------------------------- | ----------------------------------------------------------------------- | ----------------------------------------------------------------------- |
| 1991                                                                    | 1996                                                                    | 2001                                                                    | 2004                                                                    |
| 5178                                                                    | 5266                                                                    | 5823                                                                    | 7455                                                                    |

## Património
- Ruínas de Ampúrias[2]